# Can Carreres (Porqueres)
Can Carreres és una obra de Porqueres (Pla de l'Estany) inclosa a l'Inventari del Patrimoni Arquitectònic de Catalunya.

## Descripció
Conjunt d'edificis més moderns que envolten un de més antic d'estructura irregular amb planta baixa, un pis i golfes. L'accés a la casa principal es fa a través d'un petit pati tancat per un mur de pedra baix, al qual donen tots els edificis del conjunt.
L'articulació del mur exterior és força austera però bastant acurada. Trobem una porta d'entrada rectangular, allindada, emmarcada per carreus de pedra ben tallats. També hi ha una porta forana de roure armat amb claus, habitual a les masies catalanes pel seu caràcter defensiu. Les finestres, dos al primer pis, també han estat emmarcades per carreus. El parament del mur està conformat per pedres de mitjanes dimensions unides amb morter.

## Història
A la llinda de la porta trobem la següent inscripció: "JAUME CARRERES ME FECIT: AVE MARIA FEBRER 1783". Aquesta mateixa data apareix a una altra finestra.